# Georg Simon Ohm
Georg Simon Ohm   (Erlangen, 16 de març de 1789 - Múnic, 6 de juliol de 1854) fou un físic alemany. A més dels seus treballs sobre geometria òptica i acústica, poc coneguts, Ohm aportà a la ciència la llei fonamental del corrent elèctric (Llei d'Ohm). La unitat de resistència elèctrica del Sistema Internacional s'anomena ohm en honor seu.

## Biografia

### Primers anys de vida
Georg Simon Ohm va néixer a una família protestant a Erlangen, Brandenburg-Bayreuth (aleshores part del Sacre Imperi Romanogermànic), fill del serraller Johann Wolfgang Ohm, i Maria Elizabeth Beck, filla d'un sastre a Erlangen. Encara que els seus pares no havien rebut una educació formal, el pare d'Ohm era un home respectat que s'havia educat a un alt nivell i va poder donar als seus fills una educació excel·lent a través dels seus propis ensenyaments. Dels set fills de la família només tres van sobreviure fins a l'edat adulta: Georg Simon, el seu germà petit Martin, que més tard es va convertir en un conegut matemàtic, i la seva germana Elizabeth Barbara. La seva mare va morir quan ell tenia deu anys. És el rebesavi del líder sindicalista Georg Simon Climent.
De ben petit, Georg i Martin van ser educats pel seu pare que els va portar a un alt nivell en matemàtiques, física, química i filosofia. Georg Simon va anar al gimnàs d'Erlangen des dels onze fins als quinze anys, on va rebre poc en l'àrea de formació científica, cosa que contrastava fortament amb la instrucció inspirada que tant Georg com Martin van rebre del seu pare. Aquesta característica va fer que els Ohms tinguessin una semblança amb la família Bernoulli, tal com va assenyalar Karl Christian von Langsdorf, professor de la Universitat d’Erlangen.

### La vida a la universitat
A l'edat de 16 anys viatja a la Universitat d'Erlangen, on segons sembla es va desinteressar dels seus estudis i aprofita el temps jugant al billar, ballar i patinar sobre gel, la qual cosa va accelerar que marxes de la universitat després de 3 semestres. A conseqüència del descontentament del seu pare (puntualitzant que va ser el seu propi pare el que va decidir que anés a la universitat) amb l'actitud del seu fill de desaprofitar el seu temps a la universitat. Ohm va ser invitat a anar a Suïssa, on al setembre de 1806 va obtenir una plaça de mestre de matemàtiques en una escola de Gottstadt prop de Nydau.
Karl Christian von Langsdorf va deixar la Universitat d'Erlangen a principis de 1809 per ocupar un lloc a la Universitat de Heidelberg. Ohm volia reiniciar els seus estudis matemàtics amb Langsdorf a Heidelberg. Langsdorf, però, va aconsellar a Ohm que prosseguia estudis matemàtics pel seu compte, i va suggerir que Ohm llegís obres d’Euler, Laplace i Lacroix. Ohm va seguir el seu consell a contracor, però va deixar el seu lloc de professor al monestir de Gottstatt el març de 1809 per fer d'un tutor particular a Neuchâtel. Durant dos anys va exercir les seves funcions com a tutor mentre seguia els consells de Langsdorf i va continuar els seus estudis privats de matemàtiques. Després, l'abril de 1811 va tornar a la Universitat d'Erlangen, on va rebre el doctorat el 25 d'octubre d'aquell mateix any i immediatament ingressa en la nòmina de la universitat.

### Carrera docent
Com a professor d'ensenyament secundari, Ohm començà la seva recerca amb la cel·la electroquímica, inventada pel comte italià Alessandro Volta. Usant equipament de la seva creació, Ohm determinà que el corrent que flueix a través d'un conductor és proporcional a l'àrea de la seva secció, i inversament proporcional a la seva llargada.
Els mateixos estudis d'Ohm el van preparar per al seu doctorat que va rebre a la Universitat d'Erlangen el 25 d'octubre de 1811. Immediatament, es va incorporar a la facultat com a professor de matemàtiques, però va marxar després de tres semestres a causa de perspectives poc prometedores. No podia sobreviure amb el seu sou com a professor. El govern de Baviera li va oferir una plaça com a professor de matemàtiques i física en una escola de mala qualitat de Bamberg que Ohm va acceptar el gener de 1813. Descontent amb la seva feina, Georg va començar a escriure un llibre de text elemental sobre geometria com una manera de demostrar les seves habilitats. Aquesta escola va ser tancada el febrer de 1816. Aleshores, el govern de Baviera va enviar Ohm a una escola superpoblada de Bamberg per ajudar-lo amb l'ensenyament de les matemàtiques.

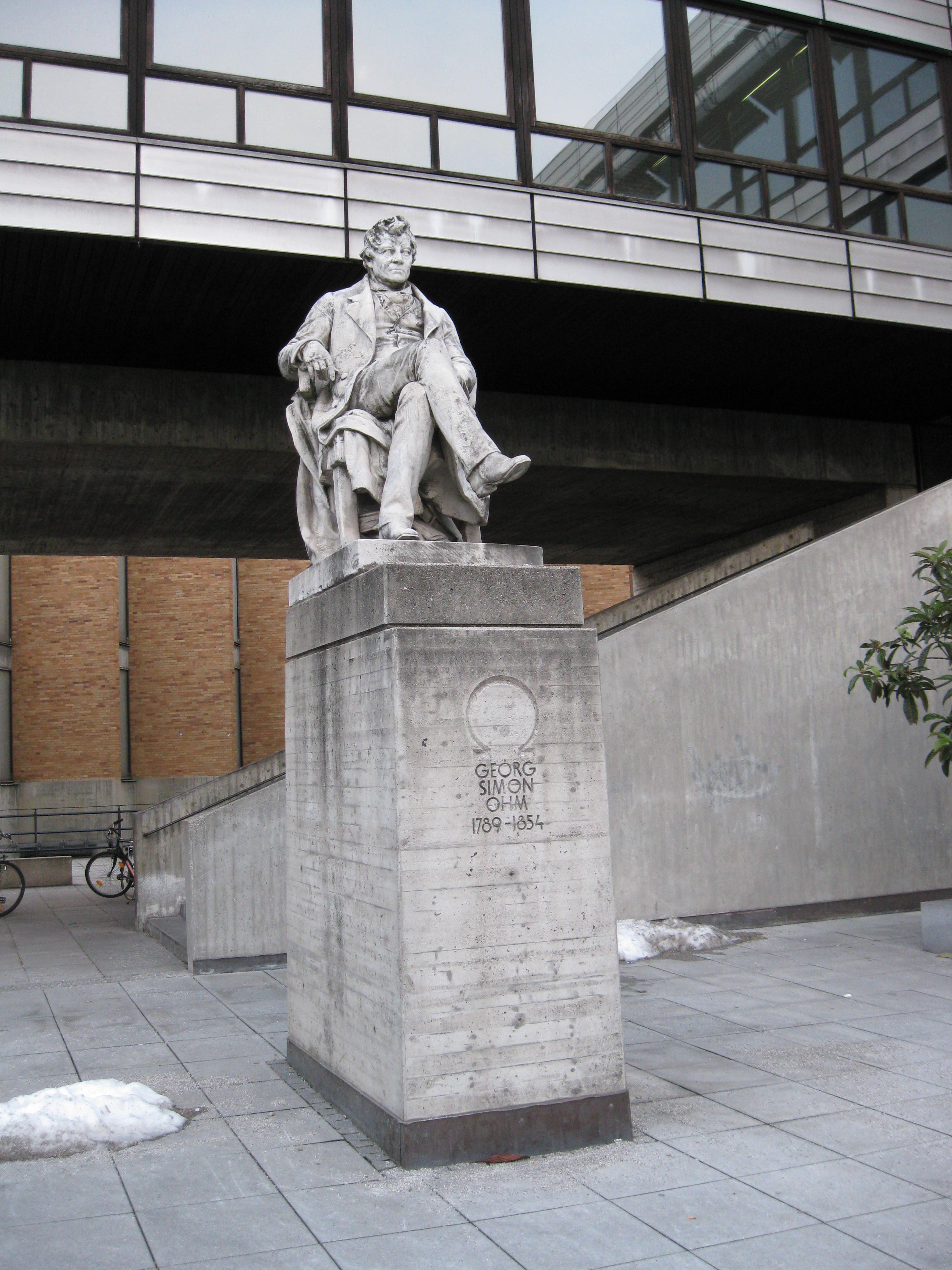
Memorial per Ohm (de Wilhelm von Rümann) a la Universitat Tècnica de Múnic, Campus Theresienstrasse

Després de la seva assignació a Bamberg, Ohm va enviar el seu manuscrit complet al rei Guillem III de Prússia. El rei estava satisfet amb el llibre d'Ohm i li va oferir una plaça al gimnàs jesuïta de Colònia l'11 de setembre de 1817. Aquesta escola tenia una reputació de bona educació científica i Ohm havia d'ensenyar física a més de matemàtiques. El laboratori de física estava ben equipat, cosa que va permetre a Ohm començar experiments de física. Com a fill d'un serraller, Ohm tenia una mica d'experiència pràctica amb dispositius mecànics.
Ohm va publicar Die galvanische Kette, mathematisch bearbeitet (El circuit galvànic investigat matemàticament) el 1827. La universitat no va apreciar el seu treball i Ohm va renunciar al seu càrrec. Després va presentar una sol·licitud a l’Escola Politècnica de Nuremberg i va ser contractat per aquesta. Ohm va arribar a l'Escola Politècnica de Nuremberg el 1833. El 1849 la va deixar per convertir-se en professor titular de física experimental a la Universitat de Múnic, en la qual va obtenir la càtedra el 1852, dos anys abans de la seva mort.
El 1849, Ohm va publicar Beiträge zur Molecular-Physik (Física Molecular). En el prefaci d'aquesta obra va afirmar que esperava escriure un segon i un tercer volum «i si Déu em dona temps per a això, un quart». Tanmateix, en descobrir que un científic suec esperava un descobriment original registrat, no el va publicar, afirmant: «L'episodi ha donat un sentit fresc i profund per a la meva ment a la dita 'L'home proposa i Déu disposa'. El projecte que va donar el primer impuls a la meva investigació s'ha dissipat en la boira, i un de nou, no dissenyat per mi, s'ha realitzat en el seu lloc».

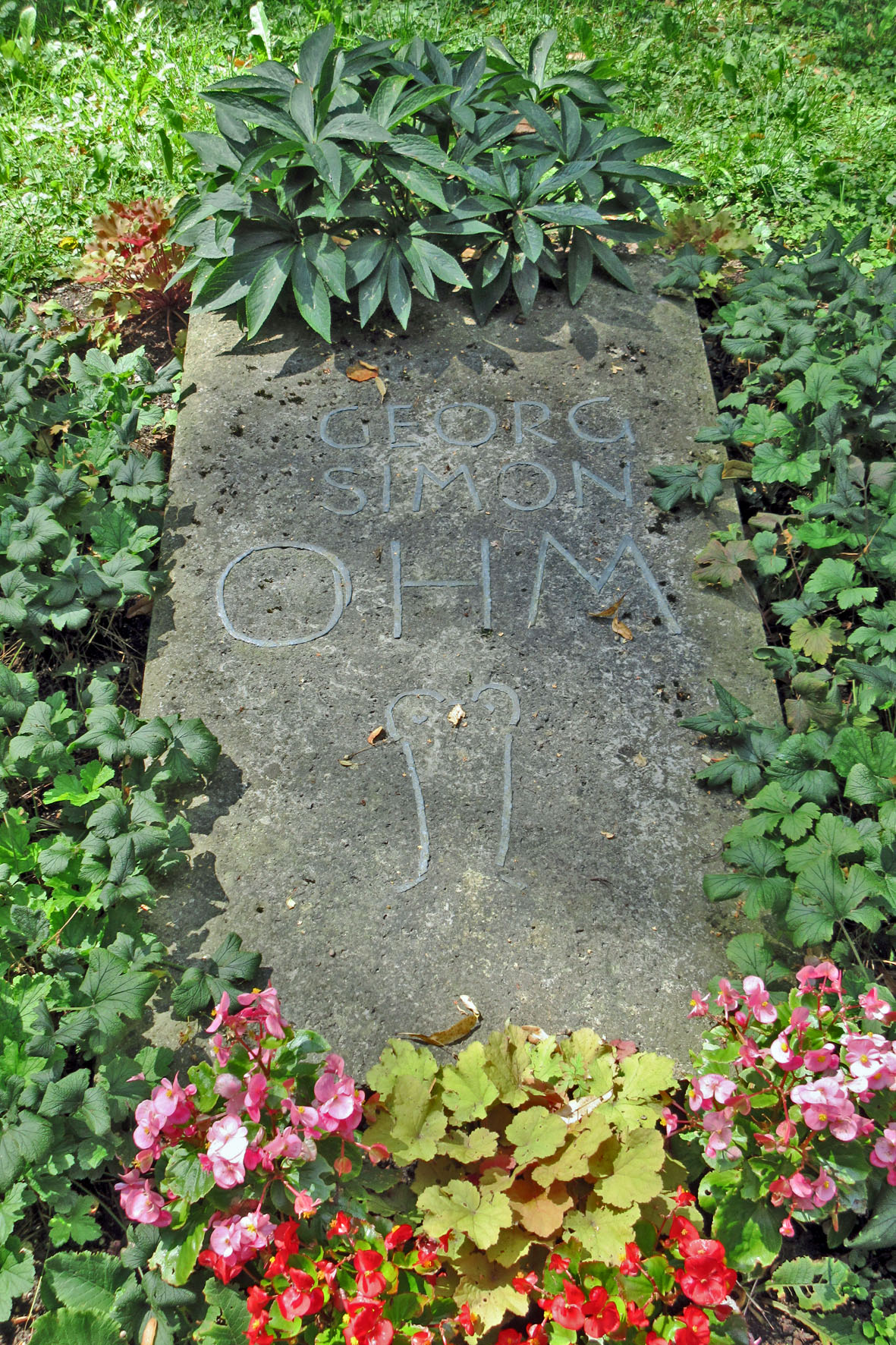
Tomba d'Ohm al cementiri de Múnic.

Ohm va morir a Múnic el 1854, i està enterrat a l’Alter Südfriedhof. Una col·lecció de les seves cartes familiars es recopilaria en un llibre alemany, que mostra que solia signar algunes de les seves cartes amb l'expressió Gott befohlen, GS Ohm, que significa 'Encomanat a Déu'.

## Descobriment de la llei d'Ohm
La llei d'Ohm va aparèixer per primera vegada al famós llibre Die galvanische Kette, mathematisch bearbeitet (El circuit galvànic investigat matemàticament) (1827) en què va donar la seva teoria completa de l'electricitat. En aquest treball, va afirmar que la seva llei per a la força electromotriu que actua entre les extremitats de qualsevol part d'un circuit és el producte de la força del corrent i la resistència d'aquesta part del circuit.
El llibre comença amb els antecedents matemàtics necessaris per a la comprensió de la resta del treball. Si bé el seu treball va influir molt en la teoria i les aplicacions de l'electricitat actual, va ser rebut amb fred en aquell moment. Ohm presenta la seva teoria com una de l'acció contigua, una teoria que s'oposava al concepte d’acció a distància. Ohm creia que la comunicació de l'electricitat es produïa entre "partícules contigües", que és el terme que ell mateix utilitzava. El document es refereix a aquesta idea, i en particular a il·lustrar les diferències en aquest enfocament científic d'Ohm i els enfocaments de Joseph Fourier i Claude-Louis Navier.
Thomas Archibald ha presentat un estudi del marc conceptual utilitzat per Ohm per produir la llei d'Ohm. El treball d'Ohm va marcar l'inici de l'assignatura de teoria de circuits, encara que no es va convertir en un camp important fins a finals de segle.

## Llei acústica d'Ohm
La llei acústica d'Ohm, de vegades anomenada llei de fase acústica o simplement llei d'Ohm, estableix que un so musical és percebut per l'oïda com un conjunt d'una sèrie de tons harmònics purs constituents. És ben sabut que no és del tot cert.

## Estudi i publicacions
El seu primer article el 1825 va examinar la disminució de la força electromagnètica produïda per un cable a mesura que augmentava la longitud del cable. El 1826, va donar una descripció de la conducció en circuits modelada a partir de l'estudi de Fourier de la conducció de calor. Aquest article va continuar la deducció de resultats d'Ohm a partir de l'evidència experimental i, particularment en el segon, va poder proposar lleis que van servir molt per explicar els resultats d'altres que treballaven en electricitat galvànica. El més important va ser el seu pamflet publicat a Berlín el 1827, amb el títol Die galvanische Kette mathematisch bearbeitet. Aquest treball, el germen del qual havia aparegut durant els dos anys anteriors a les revistes de Schweigger i Poggendorff, ha exercit una influència important en el desenvolupament de la teoria i les aplicacions del corrent elèctric. El nom d'Ohm s'ha incorporat a la terminologia de la ciència elèctrica a la Llei d'Ohm (que va publicar per primera vegada a Die galvanische Kette...), la proporcionalitat del corrent i la tensió en una resistència, i s'ha adoptat com a unitat SI de la resistència, l'ohm (símbol Ω).
Tot i que el treball d'Ohm va influir fortament en la teoria, al principi va ser rebut amb poc entusiasme. No obstant això, el seu treball va ser finalment reconegut per la Royal Society amb el seu premi de la Medalla Copley el 1841. Es va convertir en membre estranger de la Royal Society el 1842, i el 1845 es va convertir en membre de ple dret de l'Acadèmia Bavaresa de les Ciències. En certa manera, Charles Wheatstone va cridar l'atenció sobre les definicions que Ohm havia introduït en el camp de la física.

### Obres
- Grundlinien zu einer zweckmäßigen Behandlung der Geometrie als höheren Bildungsmittels an vorbereitenden Lehranstalten (en alemany).  Palm und Enke, 1817.

- Die galvanische Kette: mathematisch bearbeitet (en alemany).  Berlin: T.H. Riemann, 1827.

- Beiträge zur Molecular-Physik. Erster Band. Elemente der analytischen Geometrie im Raume am schiefwinkligen Coordinatensysteme (en alemany).  Nürnberg: Schrag, 1849.

- Erklärung aller in einaxigen Krystallplatten zwischen geradlinig polarisirstem Lichte wahrnehmbaren Interferenz-Erscheinungen in mathematischer Form mitgetheilt (en alemany).  München: k. bayr. Akademie der Wissenschaften.

- - Primera Part, 1852

- - Segona Part, 1853

- Grundzüge der Physik als Compendium zu seinen Vorlesungen.  Nürnberg: Schrag.

- - Primera Part, 1854

- - Segona Part, 1854